# Agence de presse Fournier
Pour les articles homonymes, voir Fournier.
L’agence de presse Fournier, créée en 1874, est une agence de presse française spécialisée dans l'information financière et boursière.

## Histoire
L'agence de presse Fournier, au capital de 1,5 million de francs, a été créé en 1874 par Georges Fournier, un ex-directeur de l'agence Mac Lean regrettant que son entreprise soit devenue une simple dépendance de l'agence Havas, avec l'aide d'Armand Mayer, qui lui succède à son décès en 1903. Armand Mayer fut ensuite directeur général de l'agence pendant trente ans, de 1903 à 1933.
Domiciliée au 1, rue de la Bourse, à Paris, elle se spécialise dans l'information financière et boursière et se transforme en société anonyme en 1893.
D'autres petites agences disparurent peu après : en 1883 l'agence Ewig et en 1893 l'Agence Libre. L'agence La Presse Nouvelle, au capital de 2,7 millions de francs, créé en 1905 par des journaux catholiques, est restée pour sa part marginale, tout comme La Presse régionale, du trust de presse créé par Paul Féron-Vrau, héritier de Philibert Vrau.
En 1904, l'agence Havas lui intente un procès pour concurrence déloyale, en l'accusant de piller ses dépêches. Mais l'avocat de l'agence de presse Fournier apporte la preuve que celle-ci est parfois en avance sur sa rivale, parfois la corrige, alors que "le besoin se faisait sentir d'une agence qui eut quelque indépendance".
En 1914, l'Agence de presse Fournier est la seule à pouvoir rivaliser avec l'agence Havas et envoyer elle aussi, des express-clichés aux journaux de province. Elle compte parmi ses employés Félix Lévitan, futur directeur du Tour de France.
Basée ensuite à Courbevoie, elle eut comme président en 1919 Charles-André Grisoni, député radical de la Seine, membre du comité rédactionnel du Poilu républicain et directeur du Bulletin d'informations Paris radical.
Au début des années 1930, Robert Bollack (1885-1956) prend 30 % de l'agence Fournier, où il a commencé sa carrière comme journaliste en 1906, à 21 ans, avant de la quitter à 25 ans pour L’Agence économique et financière, future Agefi, où il fera son chemin pour devenir le seul maître à bord du début des années 30 jusqu’à sa mort en 1956. Il achète la totalité du capital en 1937, avec l’aide de l’ancien chef de la publicité d’Havas, Pierre Guimier.
En juin 1938 André et Robert Bollack sont rejoints dans l'entreprise par leurs deux autres frères : Armand et René. Entre-temps, l'agence Fournier a créé le journal Économie et finances françaises. Robert Bollack se voit alors accusé d'avoir reçu des millions de dollars des juifs d'Amérique pour « arroser » la presse française et la pousser à faire campagne pour une entrée en guerre contre les Allemands. Poursuivi par les Allemands, il doit se réfugier aux États-Unis en 1940. Pendant la Seconde Guerre mondiale, l'agence s'installe à Lyon.
Pendant la Seconde guerre mondiale, l'agence fait partie des fournisseurs de l'Office français d'information, contrôlé par l'État français. Alimentée par l'agence allemande Europa Presse, elle travaille en coopération avec l'ambassade allemande à Paris. Le 3 septembre 1944, elle fait l'objet d'un arrêté de mise sous séquestre du  commissaire de la République de Lyon, Yves Farge.